# Paul George
Paul George   (Palmdale, 2 de maig de 1990) és un jugador professional de bàsquet que juga als Philadelphia 76ers de l'NBA. Amb 2,06 metres d'alçada, juga en la posició d'aler.
Els seus pares són Paul i Paulette George.

## Trajectoria esportiva

### High School
George va assistir a l'Institut Pete Knight, on en la seva temporada sènior va fer un pro mix de 25 punts, 12 rebots, 3 assistències i 3 robatoris de pilota per partit. Va ser nomenat MVP de la Golden League, Antelope Valley Press Player of the Year i va ser membre de l'equip del Daily News 2007-08 All-Àrea Boys. En el seu any júnior va signar 14 punts i 8 rebots per partit.

### Universitat
La seva carrera universitària la va desenvolupar a Fresno State, jugant dos anys en els Bulldogs. En la seva primera campanya va fer un pro mix 14.3 punts, va liderar l'equip amb 6.2 rebots, 2 assistències i 1.7 robatoris per partit. Va ser un dels 15 freshman més anotadors en la NCAA i va completar 6 dobles-dobles amb els Bulldogs. En la seva segona i última temporada a Fresno State, George va ser el màxim anotador de l'equip amb 16.6 punts, a més de 7.1 rebots, i va formar part del segon millor quintet de la Western Athletic Conference.

### NBA
- Indiana Pacers (2010-2017)
- Oklahoma City Thunder (2017-2019)
- Los Angeles Clippers (2019-2024)
- Philadelphia 76ers (2024-pesent)

George va ser seleccionat per Indiana Pacers en la 10a posició del Draft de l'NBA de 2010. L'1 juliol del 2010 va signar el seu primer contracte de professional amb els Pacers, per dos anys garantits i 3,9 milions de dòlars. Va debutar a l'octubre de 2010 contra San Antonio Spurs. En el seu primer any ja es va guanyar la titularitat en els Pacers i va ser inclòs en el segon millor quintet de rookies de la temporada.
El 2013 és triat per participar en l'All Star a Houston, per primera vegada en la seva carrera. És el segon Pacer de manera consecutiva que aconsegueix aquesta fita, ja que Roy Hibbert ho va aconseguir l'any passat. El 2014, George va batre el seu rècord d'anotació personal amb 43 punts davant Portland Trail Blazers, i va participar en el concurs d'esmaixades d'aquest any, encara que no va aconseguir guanyar.
Va participar en els Jocs Olímpics d'Estiu de 2016, guanyant la medalla d'or.
El juny de 2017 Paul George va ser traspassat dels Indiana Pacers als Oklahoma City Thunder. Dos anys després, fitxa pels Clippers.